# Фортификационные сооружения Кёнигсберга

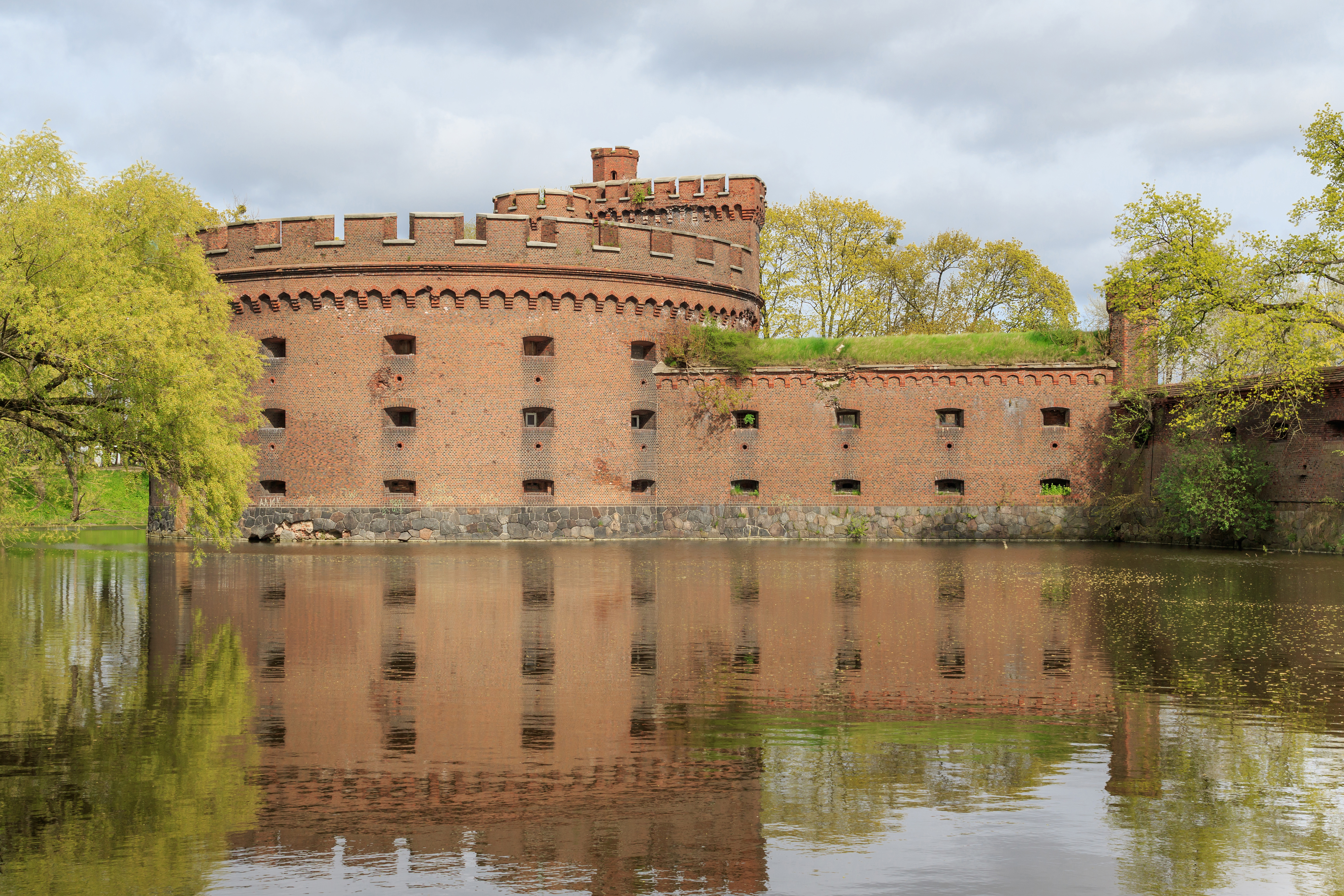
Оборонительная башня Врангеля

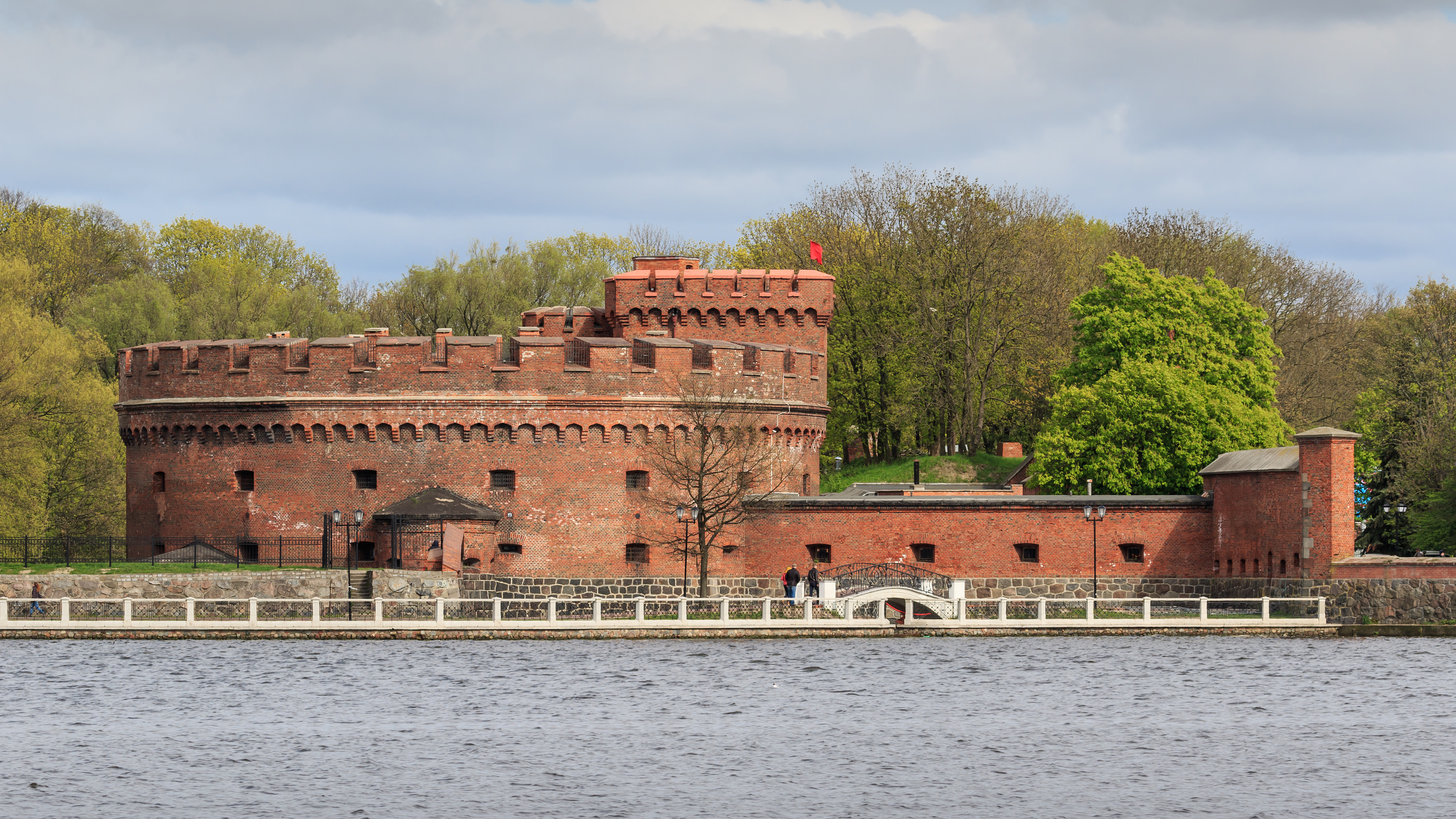
Оборонительная башня Дона

Кёнигсберг (нынешний Калининград) был основан как замок и оставался городом-крепостью вплоть до конца Второй мировой войны. Кёнигсберг в военной науке считался «двойным тет-де-понтом», что означает «береговая крепость на обеих сторонах реки».
Город начался с замка в 1255 году, и почти всю свою историю развивал в себе фортификационно-оборонительную структуру: крепость-замок Кёнигсберг, городские стены и оборонительные валы, городские ворота, форты. И развил настолько, что, не считая Второй мировой войны, она ему никогда с XIII века и не понадобилась. Тем не менее, на каждое движение военно-инженерной мысли Европы Кёнигсберг реагировал оперативно, строя или перестраивая ту или иную крепость, или редюит, или обводное кольцо фортов, или систему дотов. Если мысленно разложить все эти сооружения в фортификационную цепочку, то мы увидим следующую картину эволюции города-крепости.

## Ранняя история

### Замок и средневековые городские стены
Средневековое кольцо городских стен было сооружено в 1355—1370 годах, причём каждый из трёх городов (Альтштадт, Кнайпхоф и Лёбенихт) был окружён своей стеною.

### Первый вальныйоборонительный обвод

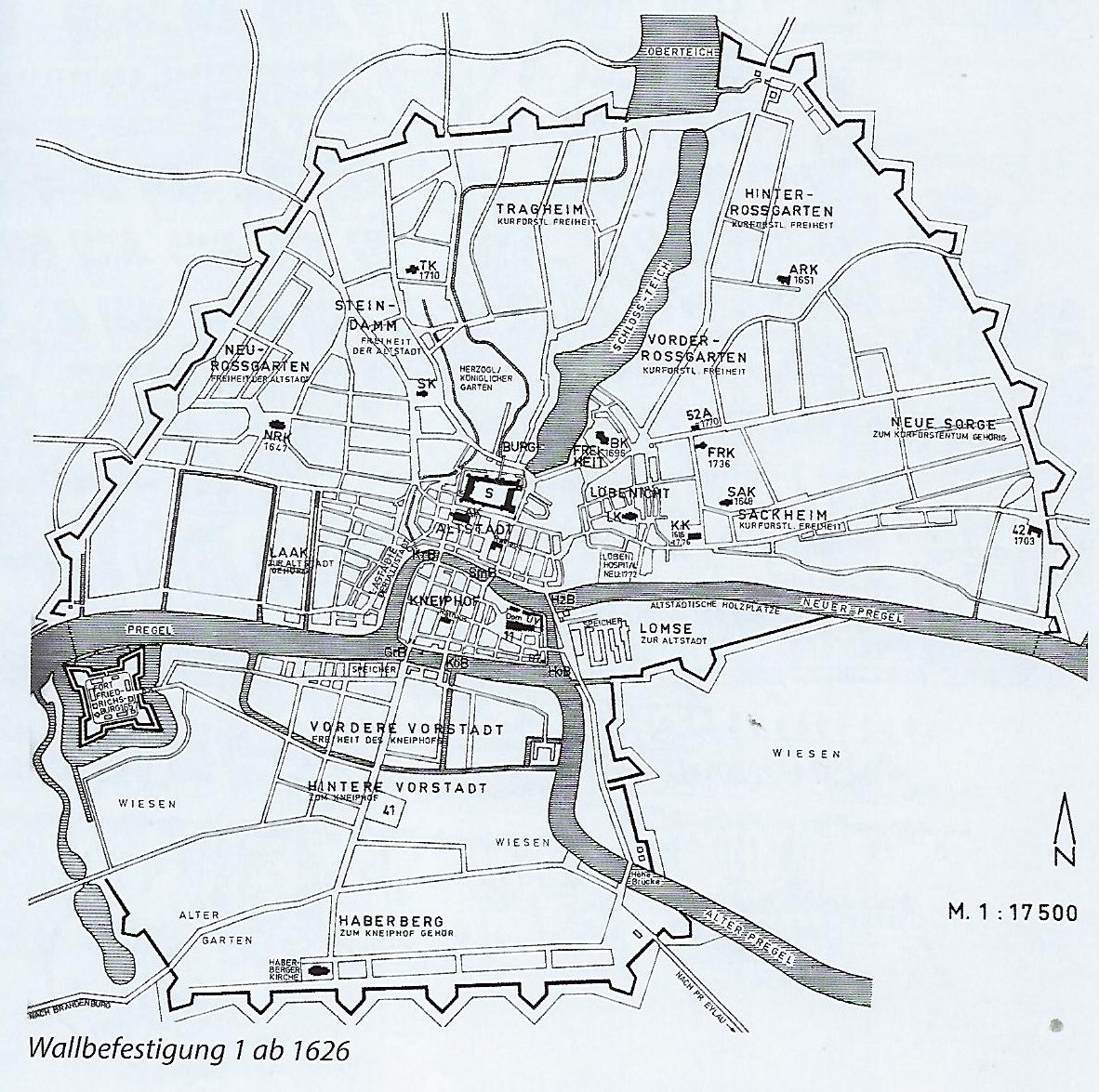
План укреплений города Кёнигсберга в 1626 году

Следующий пояс укреплений построен в 1626—1634 годах, окружая Кёнигсберг со всеми общинами в окружности двух миль с валами (тогда же был насыпан Литовский вал), 32 ротондами и равелинами, двумя воротами на юг и с семью на Прегель. Укрепление города было дополнено в 1657 году сооружением крепости Фридрихсбург, на речном входе в Кёнигсберг со стороны моря. Приехав в Кёнигсберг в первый раз с Великим посольством (в 1697 году), молодой Пётр I активно брал на заметку немецкие военно-градостроительные решения. В частности, по примеру расположения перед речным входом в город крепости Фридрихсбург, впоследствии Пётр I заложил Кронштадт перед новой российской столицей.

### Второй вальный оборонительный обвод
Строительство укреплений XIX века началось в 1843 году на герцогском пахотном поле и завершено в 1859 году на северо-восточном участке строительством восьми городских ворот. Первым объектом кольца оборонительных сооружений стала оборонительная казарма «Кронпринц», строительство которой началось 15 октября 1843 года. Периметр второго обвода частично совпадал с периметром первого. Автором проекта укреплений второго обвода был генерал и инженер-фортификатор Эрнст Людвиг фон Астер.
В рамках создания оборонительного обвода были построены многочисленные бастионы и земляная насыпь на севере для защиты города. Форт Фридрихсбург вместо редутов был ограждён каменной стеной, сооружены ворота и четыре мощные башни. (Впоследствии крепость-форт Фридрихсбург была снесена немцами в начале XX века при строительстве городской железнодорожной сети; сохранились лишь одноимённые ворота на Левой набережной между эстакадным и двухъярусным мостами). На юго-востоке и юго-западе Верхнего озера стояли оборонительные башни Дона и Врангель (обе сохранились до сих пор).
Второй вальный обвод города утратил военное значение и был продан городу военным ведомством в начале XX века. Часть сооружений обвода была срыта для обеспечения развития города. Например на месте снесённых Трагхаймских и Штайндаммских ворот была устроена площадь Ханза-Плац, нынешняя Площадь Победы. Однако значительная часть сооружений Второго вального обвода сохранилась до сих пор. Прежде всего это семь городских ворот, оборонительная казарма «Кронпринц», оборонительные башни «Врангель» и «Дона», Астрономический бастион (назван так из-за близости к бывшей обсерватории Бесселя) и несколько менее значительных сооружений — бастионов, редюитов и т. п.

## Кольцо фортов «Ночная рубашка Кёнигсберга»
Кёнигсберг как крепость все века строился и перестраивался, и финалом этих перманентных перестроек стала мощная кольцевая система городских фортов, возведённых в XIX веке и блокирующих подступы к городу. Кольцо проходило на удалении около 5 километров от городских стен и состояло из 12 больших и 3 малых фортов. Поперечник кольца составлял около 13 километров, а протяжённость более 40. Расстояние между фортами — 2—4 километра, что обеспечивало зрительную и огневую связь фортов. Там, где по условиям местности это было невозможно, в промежутках между большими фортами были устроены малые (литерные) форты. Они были значительно меньше по размерам и вмещали гарнизон численностью до роты с несколькими пушками. Обычный же гарнизон форта составлял 200—300 солдат и 30-40 орудий.
Помещения фортов больших и малых (казематы, капониры, казармы) были кирпичными со сводами толщиной не менее 1 метра. Слой земли над помещением предусматривался толщиной около 3 метров. Всем фортам были даны имена собственные в честь прославленных немецких полководцев и королей.
| Фото                              | Название                                                      | Координаты и назначение                                                                                       | Информация |
| Форты правого берега реки Прегель | Форты правого берега реки Прегель                             | Форты правого берега реки Прегель                                                                             | Форты правого берега реки Прегель |
| --------------------------------- | ------------------------------------------------------------- | --- | --- |
|                                   | Форт № 1 — Штайн Stein am Lauther Muhlenteich                 | 54°42′22″ с. ш. 20°36′23″ в. д. Прикрывал шоссейную дорогу Кёнигсберг-Инстербург                              | Форт Штайн с 2005 по 2021 находился под опекой Регионального общественного благотворительного фонда «Форт № 1 Штайн». Фондом была восстановлена часть интерьера форта, в помещениях работала экспозиция вооружения и предметов быта, проводились экскурсии. В 2021 АНО «Фортификационное наследие Калининградской области» взяла форт «Штайн» в аренду на 49 лет, начались работы по восстановлению форта. Объект культурного наследия народов РФ регионального значения. Рег. № 391510365690005 (ЕГРОКН). Объект № 3900352000 (БД Викигида) |
|                                   | Форт № 1a — Грёбен Groeben                                    | 54°44′05″ с. ш. 20°36′34″ в. д.                                                                               | Находится в заброшенном состоянии, после расформирования в 2009 году занимавшей его воинской части. Объект культурного наследия народов РФ регионального значения. Рег. № 391510365730005 (ЕГРОКН). Объект № 3900658000 (БД Викигида) |
|                                   | Форт № 2 — Бронзарт Bronsart bei Mandein                      | 54°44′57″ с. ш. 20°36′07″ в. д. Прикрывал шоссейную дорогу Кёнигсберг-Тильзит                                 | В 1995—1996 годах форт использовался как овощехранилище. В настоящее время находится в частной собственности и закрыт для посещения. Владельцами проведены частичные восстановительные работы, в ходе которых был не закончен ремонт дренажной системы, была проведена проводка и частично отреставрированы стыки. В 2022 в интернете появились объявления, что форт продаётся за 150 млн рублей. Объект культурного наследия народов РФ регионального значения. Рег. № 391510365800005 (ЕГРОКН). Объект № 3900659000 (БД Викигида)          |
|                                   | Форт № 2a — Барнеков Barnekow                                 | 54°45′21″ с. ш. 20°34′19″ в. д.                                                                               | До 1996 года в форте был склад артиллерийских снарядов. В настоящее время форт заброшен и доступ в него свободный. Объект культурного наследия народов РФ регионального значения. Рег. № 391510371320005 (ЕГРОКН). Объект № 3900660000 (БД Викигида) |
|                                   | Форт № 3 — Король Фридрих III Friedrich III                   | 54°45′42″ с. ш. 20°32′48″ в. д. Прикрывал железнодорожные линии на Тильзит и Кранц, шоссейную дорогу на Кранц | В послевоенные годы форт использовался в качестве склада боеприпасов и военного имущества, с середины 1990-х годов не использовался. В 2016 году компания «Агеев Групп» арендовала форт. В форте планируют сделать музейно-гостиничный комплекс. На конец 2022 года ведутся активные работы, расчищена территория, вставлены новые окна. Объект культурного наследия народов РФ регионального значения. Рег. № 391410172430005 (ЕГРОКН). Объект № 3910192000 (БД Викигида)                                                                   |
|                                   | Форт № 4 — Гнайзенау Gneisenau                                | 54°45′51″ с. ш. 20°29′17″ в. д. Форт прикрывал открытую местность                                             | В настоящее время форт заброшен. Доступ свободный. Объект культурного наследия народов РФ регионального значения. Рег. № 391510212660005 (ЕГРОКН). Объект № 3900056000 (БД Викигида) |
|                                   | Форт № 5 — Король Фридрих Вильгельм III Friedrich Wilhelm III | 54°45′09″ с. ш. 20°26′35″ в. д. Прикрывал шоссейную дорогу на Пиллау                                          | С 1979 года форт — филиал Калининградского областного историко-художественного музея. Внутри форта размещается экспозиция, рассказывающая об истории Великой Отечественной войны. Перед входом в музей располагается открытая выставка боевой техники и мемориал в память о солдатах, погибших при штурме форта. Объект культурного наследия народов РФ федерального значения. Рег. № 391610571360006 (ЕГРОКН). Объект № 3910205000 (БД Викигида)                                                                                            |
|                                   | Форт № 5a — Лендорф Lehndorf                                  | 54°44′22″ с. ш. 20°25′39″ в. д.                                                                               | Во время войны форт находился на линии основного наступления советских войск и был сильно разрушен. В 2017 году был взят в долгосрочную аренду КРОО «Военно-патриотический клуб Витязи». Организация постепенно восстанавливает форт, а также регулярно проводит в нём игры в страйкбол и лазертаг. Объект культурного наследия народов РФ регионального значения. Рег. № 391410172340005 (ЕГРОКН). Объект № 3900397000 (БД Викигида) |
|                                   | Форт № 6 — Королева Луиза Konigin Luise bei Juditten          | 54°43′20″ с. ш. 20°24′49″ в. д. Прикрывал железную и шоссейные дороги на Пиллау                               | Форт является объектом Министерства обороны Российской Федерации. Доступ на территорию закрыт. Объект культурного наследия народов РФ регионального значения. Рег. № 391410172880005 (ЕГРОКН). Объект № 3900528000 (БД Викигида) |
|                                   | Форт № 7 — Герцог фон Хольштайн Herzog von Holstein           | 54°41′37″ с. ш. 20°23′17″ в. д. Прикрывал Кёнигсбергский канал и реку Прегель с запада                        | Форт является объектом Министерства обороны Российской Федерации. Доступ на территорию закрыт. Объект культурного наследия народов РФ регионального значения. Рег. № 391510221240005 (ЕГРОКН). Объект № 3900529000 (БД Викигида) |
| Форты левого берега реки Прегель  |                                                               | | |
|                                   | Форт № 8 — Король Фридрих I Konig Friedrich I                 | 54°39′52″ с. ш. 20°25′50″ в. д. Прикрывал железную и шоссейные дороги на Эльблонг                             | После того как помещения форта покинули военные — они пустуют и ветшают. Объект культурного наследия народов РФ регионального значения. Рег. № 391510368580005 (ЕГРОКН). Объект № 3900661000 (БД Викигида) |
|                                   | Форт № 9 — Дона Dohna                                         | 54°39′11″ с. ш. 20°29′06″ в. д. Прикрывал шоссейную дорогу на Цинтен                                          | В настоящее время форт заброшен. Доступ свободный. Объект культурного наследия народов РФ регионального значения. Рег. № 391510365760005 (ЕГРОКН). Объект № 3900662000 (БД Викигида) |
|                                   | Форт № 10 — Канитц Koniz                                      | 54°39′02″ с. ш. 20°31′44″ в. д. Прикрывал шоссейную дорогу на Цинтен и Домнау и железную дорогу на Домнау     | До конца 1970-х годов форт использовался для военных нужд, в настоящее время заброшен Объект культурного наследия народов РФ регионального значения. Рег. № 391510365790005 (ЕГРОКН). Объект № 3900663000 (БД Викигида) |
|                                   | Форт № 11 — Дёнхофф Donhoff bei Seligenfeld                   | 54°39′24″ с. ш. 20°34′05″ в. д. Прикрывал железную дорогу на Инстербург                                       | После войны «Дёнхофф» служил складом боеприпасов для нужд военного ведомства, а в 2014 году его передали в собственность региона. Тогда же АНО «Фортификационное наследие Калининградской области» взяла форт «Дёнхофф» в долгосрочную аренду. Форт был приведен в порядок, здесь ежедневно стали проходить экскурсии, а так же проводиться исторические реконструкции. Объект культурного наследия народов РФ регионального значения. Рег. № 391410172260005 (ЕГРОКН). Объект № 3900353000 (БД Викигида)                                    |
|                                   | Форт № 12 — Ойленбург Eulenburg bei Neuendorf                 | 54°40′17″ с. ш. 20°36′01″ в. д. Прикрывал шоссейную и железную дорогу на Инстербург                           | Форт является объектом Министерства обороны Российской Федерации. Доступ на территорию закрыт. Объект культурного наследия народов РФ регионального значения. Рег. № 391510275990005 (ЕГРОКН). Объект № 3930409000 (БД Викигида) |

Кроме них были построены форты № VII и № VIIb, которые не имели своих названий и были упразднены вскоре после создания, ныне номер VII носит форт, изначально называвшийся VIIa.
К 1875 году строительство фортов было в основном закончено. Между фортами, кроме того, были устроены укрытые позиции для артиллерийских батарей, полузаглубленные и заглублённые кирпичные казематы для пороховых погребов, блиндажи для пехоты. Однако едва лишь строительство фортов было закончено, они стали стремительно устаревать и уже после 1880 года не отвечали требованиям времени. Дело в том, что снаряды стали начиняться не порохом, а новыми мощными взрывчатыми веществами (пироксилином, мелинитом). Кроме того, появились гораздо более крупнокалиберные осадные пушки и мортиры. Проведённые в Германии опытные стрельбы в 1883 году показали, что даже 210 мм снаряд, содержащий 19 кг пироксилина, пробивает кирпичное перекрытие толщиной в 1 метр, прикрытое сверху слоем бетона 0,75 м и слоем земли 1,5 метра.
В 1885 году комиссия государственной обороны пришла к выводу о том, что форты нуждаются в реконструкции из-за недостаточности прочности. Было решено усилить бетоном фортовые помещения, убрать часть мест для артиллерии и создать новые стрелковые позиции. Эти работы начались в 1887 году и продолжались до конца 1891 года. Поверх кирпичного свода устроен слой песка толщиной в 1 метр, а выше него бетонный слой толщиной 1—1,2 м. Стены казематов в ряде случаев усиливали до толщины 3 метров.

## Остальные укрепления Кёнигсберга
| Фото              | Название                                                          | Информация |
| Башни             | Башни                                                             | Башни |
| ----------------- | ----------------------------------------------------------------- | --- |
|                   | Башня Врангеля Wrangelturm                                        | Башня Врангеля была призвана прикрывать Верхний пруд, как самое слабое место в обороне. Внутри башни работает ресторан. Фасад башни Врангеля планируют отремонтировать в 2023 году Объект культурного наследия народов РФ. Объект № 3910204000 (БД Викигида) |
|                   | Башня Дона Dohnaturm                                              | Башня Дона была призвана прикрывать Верхний пруд, как самое слабое место в обороне. Внутри башни работает единственный в России Музей янтаря с уникальными экспонатами, один из которых весит около пяти килограммов и считается самым крупным янтарём России. Объект культурного наследия народов РФ федерального значения. Рег. № 391610571380006 (ЕГРОКН). Объект № 3910198000 (БД Викигида) |
| Бастионы          |                                                                   | |
|                   | Бастион Астрономический Bastion Sternwarte                        | Бастион «Штернварте» до начала 2000-х использовался военкоматом как место сборов, после чего стал местом постоянной дислокации калининградского ОМОНа. В 2004 года было сообщено, что бастион «Астрономический» продан в частную собственность. В настоящее время в бастионе расположен «Центр профессиональной подготовки» — негосударственное образовательное учреждение, при котором действуют различные профессиональные, спортивные и общественные организации и клубы. |
|                   | Бастион Грольман Bastion Grolman                                  | Бастион Грольман в 2018 году власти сдали в аренду компании «Бриз» на 49 лет по программе «Аренда за рубль». По условиям договора арендатор в течение двух лет должен был подготовить и согласовать проектную документацию по сохранению бастиона, а в течение пяти лет организовать работы по реставрации памятника. Арендатор с этими задачами не справился и в 2020 году агентство расторгло договор аренды бастиона. В агентстве объявили, что рассматривают «конструктивные предложения» новых интересантов по сохранению бастиона. В 2022 на консервацию части бастиона власти выделили 5,9 млн рублей Объект культурного наследия народов РФ регионального значения. Рег. № 391520214430005 (ЕГРОКН). Объект № 3900048000 (БД Викигида) |
|                   | Бастион Краузенек Bastion Krauseneck                              | Утрачен |
|                   | Бастион Купфертайх Bastion Kupferteich                            | В состав бастиона изначально входили: двухъярусный редюит, земляной вал, широкий водный ров, и гласис за рвом. Все укрепления, за исключением редюита, были снесены в 1910-х годах. В настоящее время в здании редюита размещается пивной ресторан «Редюит». |
|                   | Бастион Литва Bastion Litauen                                     | В 2022 власти передали бастион «Литва» в пользование Музею Мирового океана. В здание перевезут «Лодейный двор». Также там будут хранить и экспонировать лодки народов России и мира. |
|                   | Бастион Обертайх Bastion Oberteich                                | Бастион «Обертайх» состоит из редюита, каземата редюита, полукапонира, пяти казематированных траверсов, рва и эскарпа. Ныне в стенах редюита бастиона «Обертайх» расположены частные коммерческие помещения — склады и магазины. |
|                   | Бастион Прегель Bastion Pregel                                    | В 2012 года редюит бастиона «Прегель» был освобожден от занимавших его ранее складов и иных организаций. С 2015 года территорию и помещения бастиона «Прегель» арендует клуб байкеров «Ночные волки». |
| Казармы           |                                                                   | |
|                   | Оборонительная казарма «Кронпринц» Defensionskaserne Kronprinz    | Центральную башню, мансардный этаж и подвал, которые составляют около 10 процентов всего памятника планирует занять филиал Государственного центра современного искусства и вот уже несколько лет проводит там реставрационные работы. Остальной частью помещений заведует федеральное агентство по управлению и использованию памятников истории и культуры. Правительство области планирует перевести памятник в региональную собственность, но этот процесс непростой из-за сложной ситуации с арендаторами. |
|                   | Интендантские казармы Oberhaberberg Trainkaserne                  | Здание передано под жилые помещения. В 2008 году здесь обновили кровлю, в 2017 — отремонтировали систему электроснабжения и установили общедомовые приборы учёта. Планируется провести также ремонт фасада здания. |
|                   | Казармы Врангельского кирасирского полка Wrangel Kürassierkaserne | В апреле 1945 года западная часть казармы выгорела, а позднее была разобрана на кирпич. Восточная же часть здания уцелела и сохранилась до настоящего времени. Ныне помещения в стенах бывшей казармы сдаются в аренду. |
| Прочие сооружения |                                                                   | |
|                   | Равелин Фридланд Friedland Ravelin                                | Состоит из редюита, капонира и двух полукапониров, прикрыт рвом с водой и соединен насыпным валом с равелином «Хаберберг». В настоящее время арендуется рядом торговых и коммерческих структур. |
|                   | Равелин Хаберберг Haberberg Ravelin                               | Состоит из редюита, капонира и двух полукапониров, прикрыт рвом с водой и соединен насыпным валом с равелином «Фридланд». В послевоенные годы принадлежал Калининградской базе тралового флота. В настоящее время арендуется рядом торговых и коммерческих структур. |
|                   | Литовский вал Litauischer Schacht                                 | Ансамбль валовых насыпей в Калининграде от Верхнего озера до реки Преголя. Длина около 1 километра. Включает в себя многочисленные фортификационные сооружения: казематы, бастионы, казарму «Кронпринц». Правительством Калининграда на конец 2022 года рассматривается концепция реконструкции Литовского вала и прилегающей территории. |

## Ворота Кёнигсберга
| Фото                         | Название                                     | Информация |
| Городские ворота             | Городские ворота                             | Городские ворота |
| ---------------------------- | -------------------------------------------- | --- |
|                              | Аусфальские ворота Ausfalstor                | В XX веке единственный проезд ворот был заложен кирпичом. В послевоенные годы Аусфальские ворота использовались в качестве складского помещения, потом применялись под бомбоубежища школы милиции, позднее в них был выведен коллектор сточных вод. В 1993-95 годах на верхней, предназначенной для боя, платформе Аусфальских ворот, расположенной на уровне проезжей части Гвардейского проспекта, была построена православная часовня Святого Георгия Победоносца. Этот новодел не имеет никакого отношения к объекту культурного наследия Аусфальские ворота и нарушает его исторический облик. Из всех сохранившихся ворот Кёнигсберга Аусфальские ворота остаются единственными с которыми не провели реставрационных работ и которые имеют руинированный вид. Объект культурного наследия народов РФ регионального значения. Рег. № 391410131610005 (ЕГРОКН). Объект № 3900368000 (БД Викигида) |
|                              | Бранденбургские ворота Brandenburger Tor     | Единственные из всех сохранившихся до наших дней Кёнигсбергских ворот, выполняющие свою прежнюю транспортную функцию. Строение отреставрировано и охраняется государством как архитектурный памятник. Объект культурного наследия народов РФ федерального значения. Рег. № 391510272540006 (ЕГРОКН). Объект № 3910193000 (БД Викигида) |
|                              | Железнодорожные ворота Eisenbahnhof Tor      | С 2012 по 2013 год ворота были отреставрированы, южный пролет ворот с обеих сторон был застёклен. С 2017 по 2022 год в воротах размещался Калининградский планетарий им. Ф. В. Бесселя. С 2022 в Железнодорожных воротах разместился штаб волонтёрского движения «Хранители руин». Объект культурного наследия народов РФ регионального значения. Рег. № 391410093780005 (ЕГРОКН). Объект № 3900367000 (БД Викигида) |
|                              | Закхаймские ворота Sackheimer Tor            | После Второй мировой войны до 2006 года Закхаймские ворота использовали как склад. В 2006 году началась реставрация ворот. После реставрации ворота были переданы федеральному государственному учреждению «Центр стандартизации и метрологии». В 2013 году Закхаймские ворота были отданы под управление «Калининградского союза фотохудожников», совместно с ним группа кураторов инициировала создание арт-платформы «Ворота». Объект культурного наследия народов РФ федерального значения. Рег. № 391610572620006 (ЕГРОКН). Объект № 3910197000 (БД Викигида) |
|                              | Королевские ворота Königstor                 | До 2004 года ворота пребывали в заброшенном состоянии. Поворотным событием в истории ворот стало празднование 750-летия Кёнигсберга, которое отмечалось в 2005 году. Королевские ворота стали не только одним из многих объектов, отреставрированных к юбилею, именно это сооружение стало главным символом юбилея. 10 февраля 2005 года ворота были переданы Музею Мирового океана. Здесь разместилась экспозиция, посвящённая Великому посольству Петра I в Европу. Объект культурного наследия народов РФ федерального значения. Рег. № 391510275340006 (ЕГРОКН). Объект № 3910207000 (БД Викигида) |
|                              | Росгартенские ворота Roßgärter Tor           | Ворота были реконструированы в 1972 году. В 1992 году в них начал работу ресторан «Солнечный камень», который действует по сей день. Объект культурного наследия народов РФ федерального значения. Рег. № 391610574450006 (ЕГРОКН). Объект № 3910199000 (БД Викигида) |
|                              | Фридландские ворота Friedländer Tor          | После войны ворота пустовали в течение долгого времени, потом в них располагался склад. В конце 1980-х годов в Южном парке проводились работы по расчистке территории и очистке дна многочисленных прудов парка. В ходе этих работ было найдено много старых предметов. Вскоре в воротах был организован музей, основой коллекции которого и стали найденные в парке предметы. В 2020—2021 годах была проведена реставрация фасадов Фридландских ворот. Объект культурного наследия народов РФ регионального значения. Рег. № 391410153400005 (ЕГРОКН). Объект № 3900041000 (БД Викигида) |
| Утраченные городские ворота  |                                              | |
|                              | Зелёные ворота Grünes Tor                    | Были снесены в 1864 году для расширения проезда. |
|                              | Трагхаймские ворота Tragheimer Tor           | Были снесены в 1910 году, после того, как оборонительные сооружения второго обвода устарели, утратили оборонную значимость и были проданы городу военным ведомством. |
|                              | Холлэндербаумские ворота Hollanderbaum Tor   | Были снесены в начале XX века. |
|                              | Штайндаммские ворота Steindammer Tor         | Были снесены в 1912 году. |
| Ворота крепости Фридрихсбург |                                              | |
|                              | Фридрихсбургские ворота Friedrichsburger Tor | Единственный сохранившийся до наших дней элемент крепости Фридрихсбург. В 1910 году крепость Фридрихсбург перестала быть военным объектом и вскоре была полностью снесена. Её рвы были засыпаны, а бастионы и валы — срыты. Сохранились только ворота. К концу XX века они находились в полуразрушенном состоянии. Реставрационные работы начались в 2008 и закончились в 2011 году. Объект культурного наследия народов РФ федерального значения. Рег. № 391510275010006 (ЕГРОКН). Объект № 3910203000 (БД Викигида) |

## История в XX веке
Эволюция артиллерии была столь стремительна, что в первые годы XX века, изучив опыт осады японцами русской крепости Порт-Артур, немцы приходят к выводу о том, что форт как артиллерийская позиция себя изжил полностью. Он становится лишь центром так называемой «укреплённой группы», чисто пехотным укреплением, складом боеприпасов, продовольствия.

### Первая мировая война
Кёнигсбергским фортам в Первой мировой войне повезло, до них война не докатилась. Сражения в Восточной Пруссии происходили летом-осенью 1914 года в 50 километрах от Кёнигсберга и закончились поражением русских армий генералов Самсонова и Ренненкампфа (кстати, в одной из них воевал вольноопределяющийся Николай Гумилёв, описавший этот период своей жизни в «Записках кавалериста»). Кёнигсбергские форты мирно продремали всю войну.
Кёнигсберг разрастался и давно перешагнул свои границы, определённые старой городской стеной и системой ворот. Старые сооружения безжалостно сносились муниципалитетом, так что в тридцатых годах XX века от прежней оборонительной системы сохранился лишь в северо-восточной части города Литовский вал, несколько старых городских ворот, имевших теперь лишь историческое значение, да несколько башен-блокгаузов — бастионы «Литауэн», «Грольман», «Прегель», «Штернварте» («Астрономический»), башни «Дона» и «Врангель», да остаток стены в южной части города возле вокзала. Эти сооружения теперь играли лишь историческую роль.

### Вторая мировая война
Однако кольцевая система фортов, расположенных на подступах к городу, сохранилась в целостности, и сыграла свою роль при взятии Кёнигсберга Красной Армией (в первую очередь форт № 5).
Из того, что сказано выше о кёнигсбергских фортах, не значит, что штурм Кёнигсберга в апрельские дни 1945-го был лёгким. Достаточно сказать, что Кёнигсберг — единственный город, не являющийся столицей государства, за взятие которого была учреждена медаль.
Несмотря на свой почтенный возраст, в 1945 году форты всё ещё оставались «крепким орешком». Они были слишком маленькой целью для бомбардировочной авиации; в то же время полевая артиллерия была не в состоянии пробить толстые стены фортов. Специально для штурма фортов под Кёнигсберг были направлены восемь отдельных дивизионов артиллерии особо большой мощности, на вооружении которых стояли орудия калибром 203, 280 и 305 мм. О размерах этих орудий говорит хотя бы то, что для их выдвижения на боевые позиции была построена специальная узкоколейная железная дорога. Но даже для таких «мастодонтов» разрушение фортов оказалось трудной задачей. Например, форт № 10 получил 172 прямых попадания 305-миллиметровых снарядов, но только два попадания привели к сквозным пробоинам.

### Послевоенный период
С окончанием Второй мировой войны форты долгое время стояли по большей части бесхозными, но под охраной, как имеющие военное значение. В форте № XII «Ойленбург» 11-я гвардейская стрелковая дивизия, оставшаяся в городе навсегда, разместила свои склады боеприпасов и оружия. В форте № XI «Дёнхофф» хранилось трофейное немецкое стрелковое оружие. В левом крыле форта № V «Король Фридрих-Вильгельм III» после войны сапёры взрывали собранные с окружающей местности боеприпасы. Правое крыло этого форта в восьмидесятые годы превратили в туристический объект, куда до сих пор возят туристов и гостей города. В башне «Дона» в семидесятые годы разместился уникальный музей янтаря. Башня «Врангель» (позади городского рынка) до сих пор используется частью как складское здание одной из торговых организаций города, в другой же части башни открыт ресторан. Бастион «Штернварте» («Астрономический», расположен по Гвардейскому проспекту) частично используется облвоенкоматом в качестве сборного пункта призывников, частично разрушен и на этом месте возведён памятник 1200 героям-гвардейцам, павшим при штурме крепости. Форты внешнего обводного кольца использовались министерством обороны под склады.
После демилитаризации Калининградской области (с 1991) форты постепенно освобождались военными, и дальнейшая жизнь фортов стала различна: какие то форты стоят заброшенными, какие то стали туристическими объектами.